# Poá
Poá este un oraș în São Paulo (SP), Brazilia.